# Municipio de Richland (condado de Clark)
El municipio de Richland (en inglés: Richland Township) es un municipio ubicado en el condado de Clark en el estado estadounidense de Dakota del Sur. En el año 2010 tenía una población de 61 habitantes y una densidad poblacional de 0,66 personas por km².

## Geografía
El municipio de Richland se encuentra ubicado en las coordenadas 44°40′29″N 97°55′1″O / 44.67472, -97.91694. Según la Oficina del Censo de los Estados Unidos, el municipio tiene una superficie total de 92.9 km², de la cual 92,9 km² corresponden a tierra firme y (0 %) 0 km² es agua.

## Demografía
Según el censo de 2010, había 61 personas residiendo en el municipio de Richland. La densidad de población era de 0,66 hab./km². De los 61 habitantes, el municipio de Richland estaba compuesto por el 96,72 % blancos, el 3,28 % eran de otras razas. Del total de la población el 3,28 % eran hispanos o latinos de cualquier raza.